# Hyposoter rivalis
Hyposoter rivalis är en stekelart som först beskrevs av Cresson 1872.  Hyposoter rivalis ingår i släktet Hyposoter och familjen brokparasitsteklar. Inga underarter finns listade i Catalogue of Life.